# Ван Бюрън (окръг, Арканзас)
Окръг Ван Бюрън (на английски: Van Buren County) е окръг в щата Арканзас, Съединени американски щати. Площта му е 1875 km², а населението – 17 295 души (2010). Административен център е град Клинтън. Кръстен е на Мартин Ван Бюрън, 8-ият президент на САЩ.